# SiTB BDe 4/4
Als Sihltalbahn BDe 4/4 werden die fünf elektrischen Triebwagen der Sihltalbahn (SiTB) bezeichnet, die in zwei Tranchen zwischen 1968 und 1971 angeschafft wurden. Sie trugen die Nummern 92–96 und wurden vom Unternehmen als „Fünflinge“ bezeichnet, da sie jeweils ein Wappen einer der fünf Sihltal-Gemeinden trugen. Zwei praktisch gleiche Triebwagen beschafften 1968 und 1980 auch die Chemins de fer du Jura (CJ) für ihre Normalspurstrecke Porrentruy–Bonfol.

## Geschichtliches
Ursprünglich war geplant die Triebwagen 92 und 93 aus den BDe 2/4 83 und 84 umzubauen. Dies war durch die Bestellung eines neuen Wagenkastens vorgesehen, der dann in der eigenen Werkstätte zusammengebaut worden wäre. Davon kam man ab und bestellte keinen Bausatz, sondern einen kompletten Triebwagen. Einige bestellte Teile wurden in die neuen Triebwagen eingebaut. So erhielten sie noch Glühlampen-Beleuchtung und Scherenstromabnehmer, erst die letzten drei erhielten ab Werk Röhrenbeleuchtung und Einholmpantograf. 1975 wurden die beiden ersten Fahrzeuge den zuletzt gelieferten angepasst.
Die Wappen der fünf Anliegergemeinden erhielten sie zusammen mit den Gemeindenamen 1971:
- 92 »Horgen«
- 93 »Zürich« (2014 ersetzt durch das Steirische Wappen)
- 94 »Langnau a A«
- 95 »Adliswil«
- 96 »Thalwil«

Mit der Einführung der neuen UIC-Nummerierung erhielten sie die Nummern 576 592 bis 576 596.

## Technisches
Die Triebwagen sind auf Grund der anfänglichen Umbaupläne mit 640 kW sehr schwach motorisiert und die Höchstgeschwindigkeit wurde bei 70 km/h belassen. Es wurde nur eine Fern- und keine Vielfachsteuerung eingebaut. Es war nicht möglich, die Zugkraft durch den Einsatz zweier Fahrzeuge in Doppeltraktion zu erhöhen. Die nachträglichen Einbaupläne einer Vielfachsteuerung scheiterten an den zu hohen Kosten.
Da die Fahrzeuge im Planbetrieb prinzipiell immer mit Steuerwagen verkehrten, entschied man sich, einen Führerstand aufzuheben. Dazu wurde das Führerpult auf einer Seite ausgebaut und in die 1986 neu gelieferten Steuerwagen Bt 184–187 eingebaut. Einzig Nr. 92 behielt beide Führerstände, damit mit ihm Sondereinsätze gefahren werden konnten.

## Jurabahnen

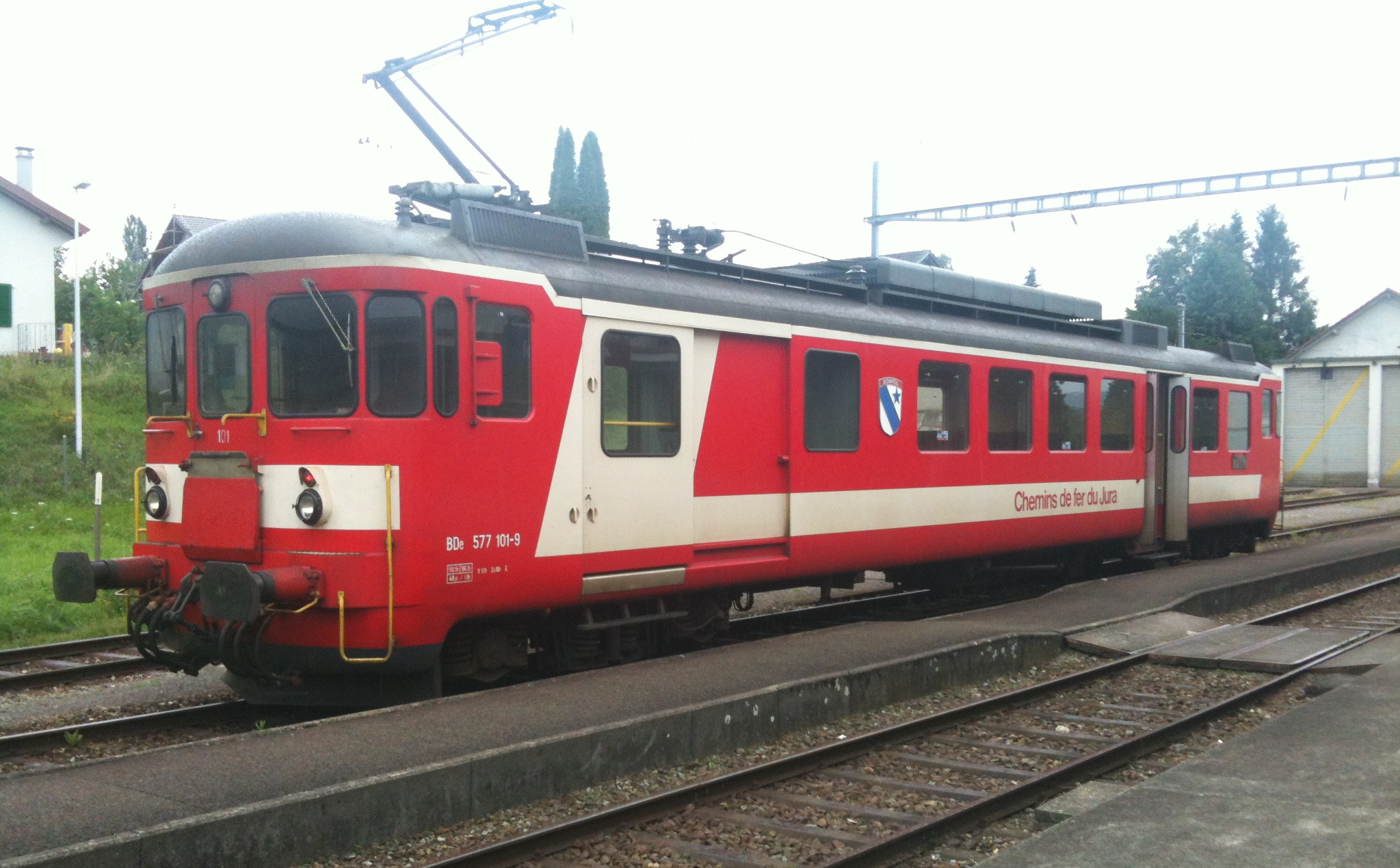
BDe 4/4 101 der CJ in Bonfol.

Auf der nur 11 km messenden Strecke Porrentruy–Bonfol setzten die CJ seit der Elektrifikation Te III mit Zweiachswagen ein. Um das Grundangebot mit zeitgemässen Fahrzeugen abzudecken, konnte sich die CJ durch Koordination des Eidg. Amtes für Verkehr der ersten SZU-Bestellung mit einem Trieb- und einem Steuerwagen anschliessen (BDe 4/4 101 und Bt 121). Beim Triebwagen wurde jedoch ein Einstieg weggelassen und dafür das Gepäckabteil vergrössert. 1980 konnten die CJ noch einen zweiten identischen Triebwagen (BDe 4/4 102) nachbeschaffen. Nach einem Kollision mit einer SBB-Rangierlok ersetzte die CJ ihren Steuerwagen durch den Bt 996 der SZU (neu Bt 921). 2013 wurden der CJ-Triebwagen 102 ausrangiert, Nummer 101 wurde in den Schulferien noch als Reservefahrzeug eingesetzt. Er erhielt die TSI-Nummer 94 85 7 576 101-0 CH-CJ.

## Verbleib
Bis zur Ablieferung der Re 4/4 wickelten die Triebwagenkompositionen den grössten Teil des fahrplanmässigen Personenverkehrs ab. Nachdem 1993 sechs sogenannte «Re-Pendelzüge» (RPZ) zur Verfügung standen, wurden die Triebwagen in die Reserve versetzt. Steuerwagen 996 ging 1995 an die Jurabahnen, Triebwagen 593 und Steuerwagen 994 gingen 1996 an die Steiermärkischen Landesbahnen. Nachdem 2008 zwei Doppelstock-Pendelzüge (DPZ) von den SBB übernommen wurden, bildeten zwei RPZ die Reserve, womit Triebwagen 594–596, Steuerwagen 992, 993 und 995, sowie Zwischenwagen 291–293 im Laufe des Jahres 2009 ausrangiert und verschrottet wurden.
Der BDe 4/4 92 ist als historisches Fahrzeug erhalten. Er ist der einzige, der stets beide Führerstände behalten hat und somit als Alleinfahrer einsetzbar ist. Er befindet sich fahrfähig im Besitz der Zürcher Museums-Bahn (ZMB), und erhielt die TSI-Nummer 94 85 7 576 092-1 CH-ZMB.

### StB ET 15

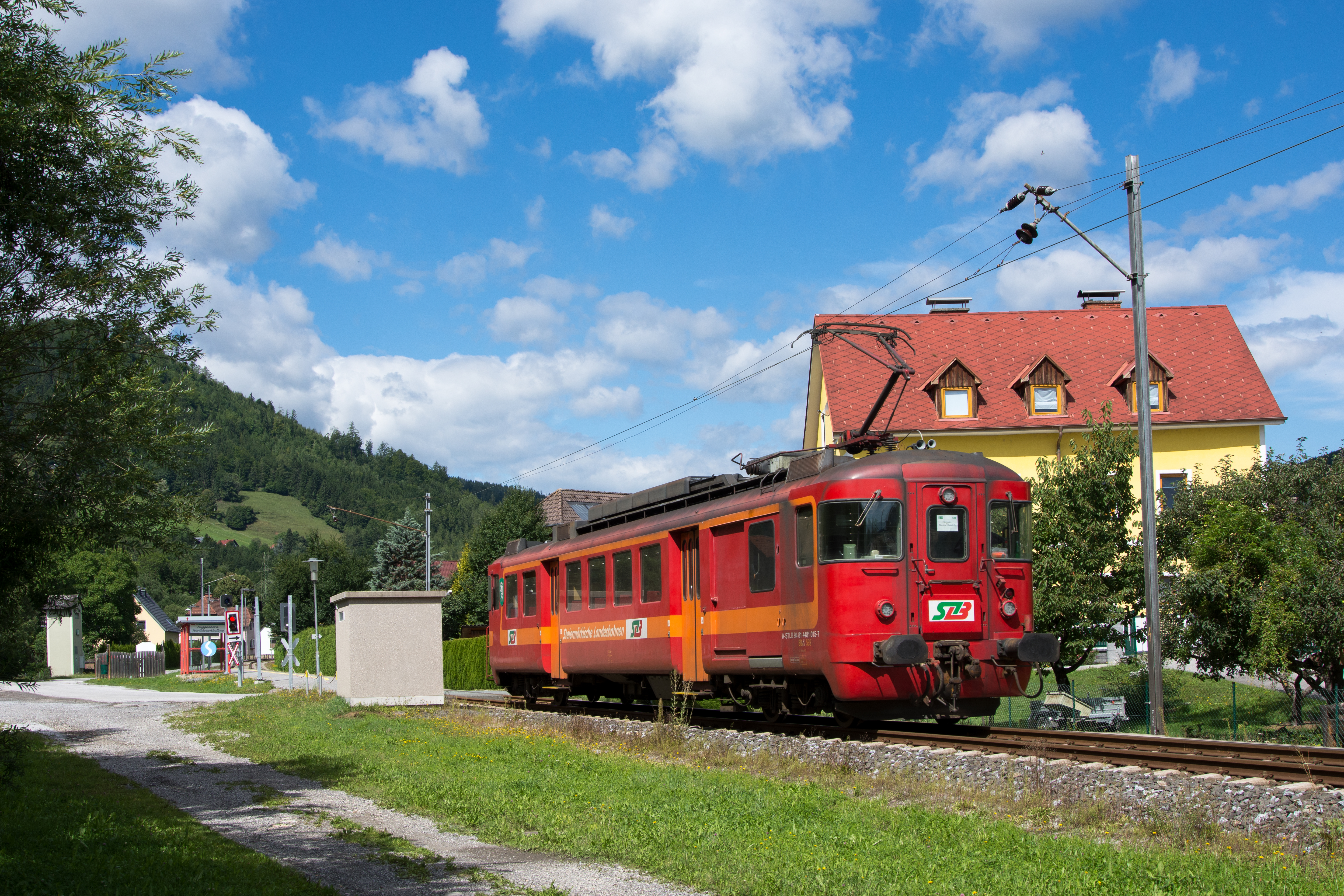
ET 15 auf der Übelbacher Bahn in Guggenbach (2021)

1996 wurde der BDe 4/4 93 an die damaligen Steiermärkischen Landesbahnen, heute Steiermarkbahn (StB) verkauft, welche ihn unter der Bezeichnung ET 15 (bzw. 94 81 4481 015-7 A-STLB) als Reservefahrzeug für den Personenverkehr auf der S11 einsetzt. Bis 2014 behielt das Fahrzeug außen das SZU-Logo und innen den Züricher Streckenplan. Ende 2014 wurde der Triebwagen allerdings neu mit dem StLB-Logo anstelle des Logos der SZU beklebt. 2015 wurde nach dem Unfall der beiden Stadler GTW der ET 15 im Innenraum modernisiert und wieder planmäßig eingesetzt. Seit 2011 besitzt der Triebwagen wieder beide Führerstände und verkehrt seitdem ohne Steuerwagen, welcher in Übelbach abgestellt ist.
Im Jänner 2017 wurde der Stromabnehmer des Triebwagens ausgetauscht.